# Archisotoma catiae
Archisotoma catiae is een springstaartensoort uit de familie van de Isotomidae. De wetenschappelijke naam van de soort is voor het eerst geldig gepubliceerd in 2007 door Abrantes en Mendonça.